# هوهانس میرزویان
هُوْهانِس میناسی میرزویان (ارمنی: Հովաննես Մինասի Միրզոյան؛ – درگذشته ۱۸۸۵) یک کارافرین اهل ارمنستان بود. وی بنیانگذار صنعت نفت باکو می‌باشد. کمپانی نفتی وی در سال ۱۹۱۸ به دلیل قتل‌عام باکو (en:September Days) بسته شد.